# Mandy Moore
Amanda Leigh Moore (Nashua, New Hampshire, 10 de abril de 1984) é uma atriz e cantora norte-americana. É mais conhecida na adolescência no final da década de 90, depois do lançamento dos álbuns So Real, I Wanna Be with You, e Mandy Moore, onde conseguiu boas vendas e vários sucessos nas paradas musicais. Moore também é bem sucedida na carreira e atriz, seu trabalho de destaque no cinema é o filme Um Amor Para Recordar de 2002. Também apareceu em vários filmes adolescentes da década de 2000 como, O Diário da Princesa, Saved! e Curtindo a Liberdade. Trabalhos de Moore na dublagem incluem a animação da Disney Tangled, a série Tron Uprising e o game Kingdom Hearts. Em 2007, depois de quatro anos sem lançar um álbum, ela lança Wild Hope, mostrando um estilo mais adulto e se distanciando totalmente da cantora adolescente de antes. Seu último trabalho na música é o álbum Silver Landings, lançado em março de 2020. Moore já vendeu mais de 10 milhões de álbuns no mundo todo.
Moore tem atuado como Rebecca Pearson no drama familiar This Is Us desde 2016, onde foi indicada ao Globo de Ouro de "Melhor Atriz Coadjuvante" por seu papel e ao Emmy Awards de Melhor Atriz em Série Dramática, e ganhou, junto com o elenco, um Screen Actors Guild Award de "Melhor Performance de Elenco em Série de Drama."

## Biografia
Moore nasceu em 10 de abril de 1984, em Nashua, Nova Hampshire, é filha de Stacy Née Friedman, uma ex-repórter que já trabalhou para o Orlando Sentinel, e Donald Moore, um piloto da American Airlines. Moore é judia russa (de seu avô materno), descendente de ingleses e irlandeses. Na religião, Moore foi criada como católica, porém já disse que desenvolveu uma "mistura de coisas" de cada religião em que ela acredita. Ela é a do meio de três irmãos, tem um irmão mais velho chamado Scott, e um irmão mais novo, Kyle. Quando Moore tinha dois meses de idade, ela e sua família se mudaram para Longwood, Condado de Seminole, Flórida, por causa do trabalho de seu pai. Frequentou a Escola Secundária Católica Bishop Moore, em Orlando, de 1998 a 1999.

## Carreira
Mandy se interessou pela música e a atuação ainda jovem, e cita sua avó materna britânica, Eileen Friedman, uma bailarina profissional em Londres, como uma de suas inspirações. Moore insistiu aos pais para que eles a colocassem em um curso de atuação e canto, eles achavam que era só uma fase enquanto a filha crescia, porém ela começou a estrelar diversas peças de teatro locais e a cantar o hino nacional em vários eventos em Orlando. Moore tinha apenas doze anos quando começou a participar peças no teatro Stagedoor Manor, onde outras celebridades, como a atriz Natalie Portman, também atuavam.
Quando Moore tinha treze anos, começou a compor músicas sozinha. Um dia, enquanto trabalhava em um estúdio em Orlando, foi ouvida por um entregador da FedEx chamado Victor Cade, que tinha um amigo que era executivo na gravadora Epic Records. Mais tarde, o entregador enviou a esse amigo uma cópia da demo inacabada de Moore, e ela assinou contrato com a gravadora.
Moore fez sua estréia no cinema, como dubladora, em 2001, onde dublou uma Ursa na comédia Dr. Dolittle 2. Mais tarde naquele ano, Moore fez sua estréia como atriz no filme da Disney, O Diário da Princesa, que foi lançado em 3 de agosto de 2001. Ela interpretou Lana Thomas, a rival de Mia (Anne Hathaway). No filme, Moore apresenta um cover da canção, "Stupid Cupid" de Connie Francis, durante uma festa na praia.
Em 2002, Moore fez sua estreia como protagonista no drama romântico, Um Amor Para Recordar, baseado no romance homônimo de Nicholas Sparks. Ela interpretou Jamie Sullivan, a filha impopular de um reverendo a beira da morte que se apaixona por um jovem rebelde. O filme foi um sucesso de bilheteria, lucrando um total de 47.494.916 de dólares. Moore recebeu uma série de nomeações e prêmios por sua atuação, incluindo um MTV Movie Awards de "Melhor Performance de Atriz Revelação".
Em 2003, Moore co-estrelou com Allison Janney a comédia romântica, How to Deal. Sua personagem, Halley Martin, era uma adolescente de dezessete anos cínica e rebelde, que lida com seus relacionamentos e problemas com sua família e amigos.
Em 2004, estrelou a comédia romântica Curtindo a Liberdade, onde interpretou Anna Foster, a rebelde filha do presidente dos Estados Unidos, que quer mais liberdade do serviço secreto. No mesmo ano estrelou a comédia satírica Saved!, como Hilary Faye Stockard, uma garota popular em uma escola cristã. O filme recebeu críticas positivas, principalmente por sua atuação. Em 2005, participou da premiada série da HBO, Entourage. 
Em 2006, estrelou a comédia American Dreamz como Sally Kendoo, uma concorrente enlouquecida em uma programa de talentos no estilo "American Idol". No mesmo ano dublou a personagem Nita, a heroína da sequência da animação da Disney, Irmão Urso 2, que foi lançada diretamente em vídeo em 29 de agosto. A ComingSoon.net elogiou o "desempenho surpreendentemente bom" de Moore. Ainda em 2006, participou de dois episódios da quinta temporada da série Scrubs, como Julie Quinn, e também dublou a personagem, Tabitha Vixx, na animação da Fox, Os Simpsons.
Em 2007, co-estrelou com Diane Keaton, a comédia romântica Minha Mãe Quer que eu Case, como Milly Wilder. O filme foi lançado em 2 de fevereiro e foi um sucesso de bilheteria, faturando mais de 69 milhões em todo o mundo. No mesmo ano, estrelou com, John Krasinski e Robin Williams, a comédia Licença para Casar, lançada em 3 de julho. Também participou dos filme Dedication e Southland Tales, abandonando de vez o estereótipo de adolescente.
Em 2010, Moore dublou Rapunzel em Tangled, o 50° filme animado da Walt Disney Pictures. O filme foi um sucesso, lucrando 590,721,936 de dólares, sendo o terceiro filme de maior bilheteria de 2010. Moore e Zachary Levi apresentaram a música tema do filme, "I See the Light", no Oscar de 2011, a música também estava indicada a "Melhor Canção Original". Ainda em 2010, participou de quatro episódios do drama médico Grey's Anatomy, como Mary Portman.
Em 2011, estrelou as comédias românticas Swinging with the Finkels e Love, Wedding, Marriage. A primeira foi filmada no Reino Unido em 2009. 
De 2014 a 2015, Moore interpretou a Dra. Erin Grace, na série médica da Fox, Red Band Society.
Em setembro de 2016, estreou o drama familiar This Is Us, onde Moore interpreta uma das protagonistas, Rebecca Pearson. A série se tonou um sucesso de critica e audiência, sendo uma das séries de maior audiência da televisão americana, e do canal NBC. Mandy recebeu várias indicações e prêmios por sua atuação na série, incluindo uma indicação ao Globo de Ouro por sua performance. Em julho do mesmo ano, Mandy participou de uma versão a capella da canção "Fight Song" de Rachel Platten, junto com várias outras celebridades para a "Convenção Nacional Democrata de 2016", apoiando a candidatura de Hillary Clinton a presidência.
Em 2017, voltou a dublar Rapunzel no filme Tangled: Before Ever After, e na série animada baseada no filme, Tangled: The Series, ambos estrearam no Disney Channel. No mesmo ano co-estrelou com Claire Holt, o thriller de sobrevivência subaquática, 47 Meters Down, lançado em 16 de junho.
Em 10 de novembro de 2022, Mandy Moore foi confirmada como protagonista de Twin Flames, interpretando gêmeas. É a primeira série dela desde o final de This Is Us. 

## Carreira Musical
O single de estreia de Moore, "Candy", foi lançado em 17 de agosto de 1999, e foi um sucesso comercial em vários países. Nos Estados Unidos alcançou a 41ª posição na Billboard Hot 100, e recebeu uma certificação de ouro da RIAA, por vendas superiores a 500.000 cópias no país. O single foi bem sucedido na Austrália, onde atingiu o 2º lugar na parada ARIA e recebeu uma certificação de platina.
Seu primeiro álbum, So Real, foi lançado em 7 de dezembro de 1999, com um estilo bubblegum pop, o álbum chegou a 31ª posição na Billboard 200 e foi certificado com platina, vendendo 1 milhão de cópias nos Estados Unidos. O álbum recebeu recebeu críticas mistas dos críticos especializados, e Moore foi comparada a outras cantoras pop adolescentes da época. So Real ainda teve mais dois singles, "Walk Me Home", que foi lançado no mesmo dia do álbum e chegou ao número 38 na Billboard Pop Songs, e "So Real", que foi lançado em 13 de junho de 2000, e se tornou seu segundo hit Top 40 na Austrália, chegando a 21ª posição no país, e a 18ª posição na Nova Zelândia.  
No verão de 1999, Moore entrou em turnê abrindo shows da boy band 'N SYNC, e mais tarde naquele ano, também abriria os shows da boy band Backstreet Boys.
Seu segundo álbum de estúdio, I Wanna Be with You, foi lançado em 9 de maio de 2000, com músicas do primeiro álbum e canções inéditas. O single de mesmo nome do álbum, foi lançado em 11 de julho de 2000, e passou 16 semanas na Billboard Hot 100, chegando na 24ª posição, e no 11º lugar na Billboard Pop Songs. O single também fez sucesso na Austrália, chegando a 13ª posição. O álbum foi um sucesso comercial, estreando na 21ª posição da Billboard 200, e foi certificado com ouro pela RIAA, por vendas superiores a 500.000 cópias nos EUA. No mesmo ano Moore ganhou o Kids 'Choice Awards de Favorite Rising Star. 
Em 19 de junho de 2001, foi lançado seu terceiro álbum de estúdio, Mandy Moore, seu primeiro single lançado foi "In My Pocket", e teve um baixo desempenho nos EUA, chegando a 102ª posição da Bubbling Under Hot 100, porém foi mais um sucesso de Mandy na Austrália atingindo a 11ª posição. O álbum alcançou o 35º lugar nos Estados Unidos e foi certificado com ouro, pelas vendas acima de 500.000 cópias. O segundo single do álbum, "Crush", foi lançado em 28 de agosto de 2001, e chegou ao número 35 da Billboard Pop Songs. O terceiro e último single do álbum, "Cry", foi lançado em 4 de novembro de 2001 para ajudar a promover o filme Um Amor Para Recordar. 
Em 21 de outubro de 2003, foi lançado seu quarto álbum Coverage, que trazia covers de músicas dos anos 70 e 80. O álbum foi aclamado pela crítica, porém teve um baixo desempenho, estreou no 14º lugar na Billboard 200, vendendo 53 mil cópias na primeira semana, e não recebeu nenhuma certificação.  
Em 2004, Moore deixou a Epic após cinco anos de serviço, alegando diferenças criativas, ela tinha um contrato para 5 álbuns com gravadora, então para finalizar o contrato foi lançada em 16 de novembro, sua primeira coletânea de sucessos The Best of Mandy Moore que chegou na 148ª posição na Billboard 200. E em 5 de abril de 2005 foi lançada sua segunda coletânea, Candy.
Em 2007, Mandy assinou com a gravadora The Firm (EMI) e em 19 de julho do mesmo ano foi lançado seu quinto álbum de estúdio, Wild Hope, que foi inteiramente coescrito por Mandy e recebeu críticas positivas. Nas paradas alcançou a 30ª posição na Billboard 200, vendendo 25 mil cópias em sua primeira semana, e vendeu mais de 120.000 cópias nos EUA e mais de 350.000 cópias em todo o mundo.
Em 26 de Maio de 2009, Moore lançou o álbum Amanda Leigh, através da gravadora Storefront Recordings (Sony Music), com um estilo musical voltado para o Folk, e rendeu os singles "I Could Break Your Heart Any Day of the Week" e "Fern Dell". O álbum recebeu críticas positivas, a revista Time disse que o álbum foi "impecavelmente gravado". Estreou em 25° lugar na Billboard 200, vendendo 16 mil cópias na primeira semana, e chegou a aproximadamente 100,000 cópias nos Estados Unidos. O álbum não foi lançado em alguns territórios até 2010, e não foi lançado no Brasil até 2011.
Em 2012, Moore entrou para a lista da VH1, das "100 Maiores Mulheres na Música", ficando no 96º lugar.

## Vida Pessoal

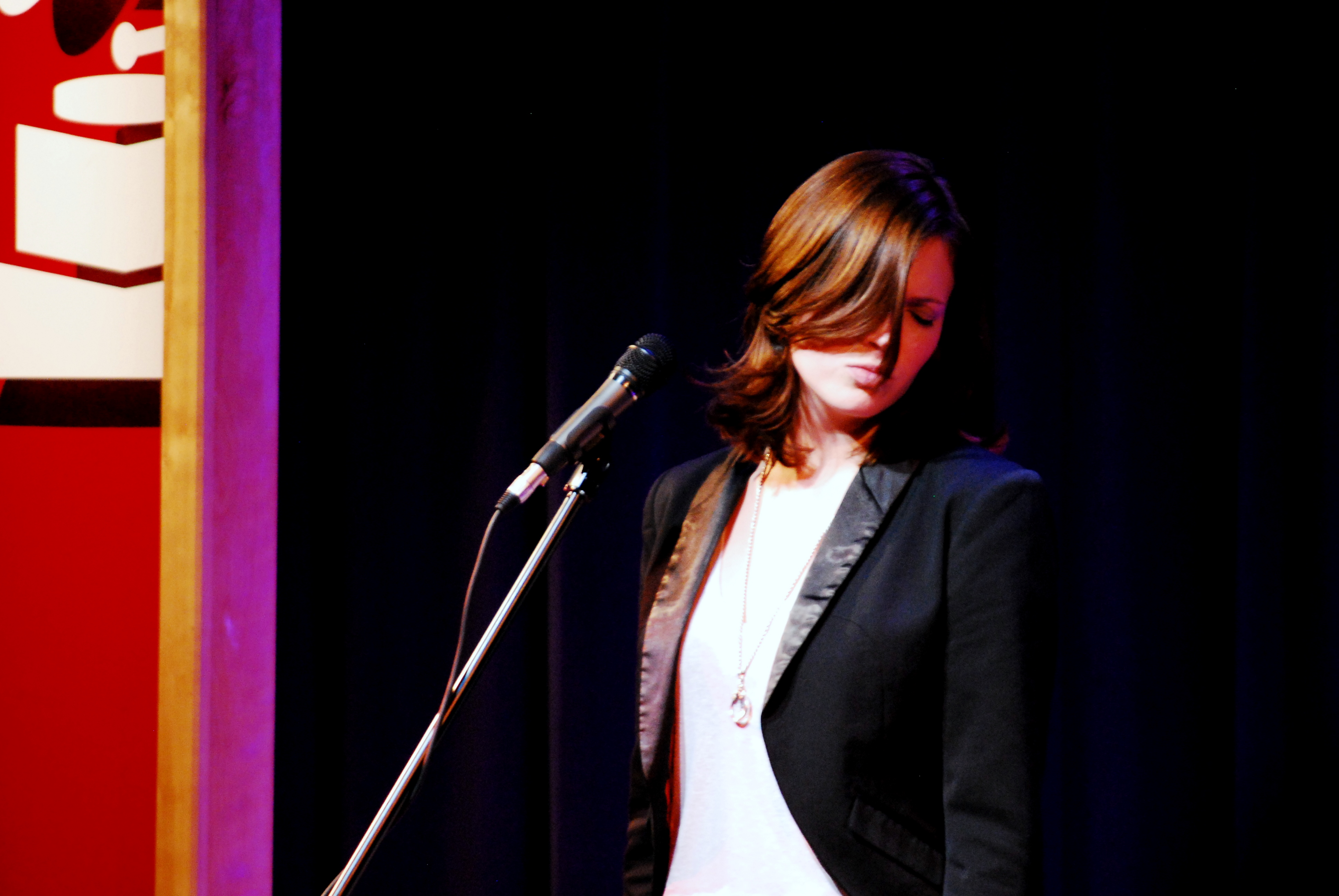
Mandy Moore at the GRAMMY Museum June 09

Moore namorou o ator Zach Braff de 2004 a 2006. Em 2008 começou a namorar o músico Ryan Adams, e em 10 de março de 2009, se casaram em uma cerimônia pequena e discreta que aconteceu na cidade de Savannah, na Georgia, Estados Unidos. O casal anunciou sua separação em janeiro de 2015.
Em 2015, Moore começou a namorar o vocalista da banda Dawes, Taylor Goldsmith. Em 23 de setembro de 2017, os dois noivaram, se casando em outubro do ano seguinte.. O casal tem dois filhos.

## Discografia
| - So Real (1999) - I Wanna Be with You (2000) - Mandy Moore (2001) - Coverage (2003) - Wild Hope (2007) - Amanda Leigh (2009) - Silver Landings (2020) | - The Best of Mandy Moore (2004) - Candy (2005) - Mandy Moore – The Real Story (2001) - Coverage Bonus DVD (2003) - The Best of Mandy Moore (2004) |

## Filmografia

### Filmes
| Ano  | Título                                      | Personagem              | Notas                   |
| ---- | ------------------------------------------- | ----------------------- | ----------------------- |
| 2000 | Magic Al and the Mind Factory               | Brittany Foster         |                         |
| 2001 | The Princess Diaries                        | Lana Thomas             |                         |
| 2001 | Dr. Dolittle 2                              | Girl Bear Cub           | Voz                     |
| 2002 | A Walk To Remember                          | Jamie Sullivan          |                         |
| 2002 | Try Seventeen (All I Want)                  | Lisa                    |                         |
| 2003 | How to Deal                                 | Halley Martin           |                         |
| 2004 | Chasing Liberty                             | Anna Foster             |                         |
| 2004 | Saved!                                      | Hilary Faye             |                         |
| 2005 | Racing Stripes                              | Sandy                   | Voz                     |
| 2006 | American Dreamz                             | Sally Kendoo            |                         |
| 2006 | Brother Bear 2                              | Nita                    | Voz                     |
| 2006 | Romance & Cigarettes                        | Baby Murder             |                         |
| 2007 | Because I Said So                           | Milly Wilder            |                         |
| 2007 | License to Wed                              | Sadie Jones             |                         |
| 2007 | Dedication                                  | Lucy Riley              |                         |
| 2007 | Southland Tales                             | Madeline Frost Santaros |                         |
| 2010 | Intercâmbio de Casais                       | Sarah Finkel            |                         |
| 2010 | Enrolados                                   | Rapunzel                | Voz                     |
| 2011 | Love, Wedding, Marriage                     | Ava                     |                         |
| 2012 | Tangled: Before Ever After                  | Rapunzel                | Voz                     |
| 2012 | Hotel Noir                                  | Evangeline Lundy        |                         |
| 2013 | Christmas in Conway                         | Natalie Springer        | Filme do canal Hallmark |
| 2017 | 47 Meters Down                              | Lisa                    |                         |
| 2017 | I'm Not Here                                | Mãe                     |                         |
| 2018 | The Darkest Minds                           | Cate                    |                         |
| 2018 | Ralph Breaks the Internet: Wreck-It Ralph 2 | Rapunzel                | Voz                     |

### Televisão
| Ano           | Título                     | Personagem       | Notas                                                                 |
| ------------- | -------------------------- | ---------------- | --------------------------------------------------------------------- |
| 2000          | All That                   | Ela Mesma        | "Mandy Moore" (Temporada 6, episódio 3)                               |
| 2003          | Clone High                 | Ela Mesma        | "Snowflake Day: A Very Special Holiday Episode"                       |
| 2003          | Punk'd                     | Ela Mesma        | 1 epsódio                                                             |
| 2005          | Criss Angel Mindfreak      | Ela Mesma        | 1 epsódio                                                             |
| 2005          | Entourage                  | Ela Mesma        | 7 episódios                                                           |
| 2006          | Os Simpsons                | Tabitha Vixx     | Voz; "Marge and Homer Turn a Couple Play" (Temporada 17, episódio 22) |
| 2006          | Scrubs                     | Julie Quinn      | 2 episódios                                                           |
| 2007          | How I Met Your Mother      | Amy              | "Wait for It" (Temporada 3, episódio 1)                               |
| 2010          | Grey's Anatomy             | Mary             | 4 episódios                                                           |
| 2012          | Tron: Uprising             | Mara             | Voz; 13 episódios                                                     |
| 2013          | High School USA!           | Cassandra Barren | Voz; 12 episódios                                                     |
| 2014          | Sofia the First            | Rapunzel         | Voz; "The Curse of Princess Ivy" (Temporada 2, episódio 18)           |
| 2014–15       | Sheriff Callie's Wild West | Xerife Callie    | Voz                                                                   |
| 2015          | Red Band Society           | Dra. Erin Grace  | 5 episódios                                                           |
| 2016–22       | This Is Us                 | Rebecca Pearson  |                                                                       |
| 2017–presente | Tangled: The Series        | Rapunzel         | Voz                                                                   |
| 2018          | Drunk History              | Clara Barton     | "Heroines" (Temporada 5, episódio 1)                                  |

### Jogos eletrônicos
| Ano  | Título                               | Personagem          | Notas                  |
| ---- | ------------------------------------ | ------------------- | ---------------------- |
| 2002 | Kingdom Hearts                       | Aerith Gainsborough | Voz (versão em inglês) |
| 2013 | Kingdom Hearts HD 1.5 Remix          | Aerith Gainsborough |                        |
| 2013 | Disney Infinity                      | Rapunzel            |                        |
| 2014 | Disney Infinity: Marvel Super Heroes | Rapunzel            |                        |
| 2015 | Disney Infinity 3.0                  | Rapunzel            |                        |
| 2019 | Kingdom Hearts III                   | Rapunzel            | Voz (Versão em inglês) |

## Prêmios e Indicações
| Ano  | Premiação                            | Categoria                                                                       | Trabalho                     | Resultado |
| ---- | ------------------------------------ | ------------------------------------------------------------------------------- | ---------------------------- | --------- |
| 2000 | Kids' Choice Awards                  | Favorite Rising Star                                                            | I Wanna Be with You          | Venceu    |
| 2000 | Teen Choice Awards                   | Choice Music: Female Artist                                                     |                              | Indicado  |
| 2002 | MTV Movie Awards                     | Breakthrough Female Performance                                                 | Um Amor para Recordar        | Venceu    |
| 2002 | MTV Movie Awards                     | Best Musical Sequence                                                           | Um Amor para Recordar        | Indicado  |
| 2002 | Teen Choice Awards                   | Choice Movie: Female Breakout Star                                              | Um Amor para Recordar        | Venceu    |
| 2002 | Teen Choice Awards                   | Choice Movie: Chemistry (compartilhado com Shane West)                          | Um Amor para Recordar        | Venceu    |
| 2002 | Young Hollywood Awards               | Superstar of Tomorrow - Female                                                  |                              | Venceu    |
| 2002 | MYX Music Awards                     | Song of The Year                                                                | Cry                          | Venceu    |
| 2003 | Video Game Glow Awards               | Best Live Action/Voice Female Performance                                       | Kingdom Hearts               | Indicado  |
| 2003 | MTV TRL Awards                       | Quit Your Day Job Award                                                         |                              | Indicado  |
| 2003 | Teen Choice Awards                   | Choice Crossover Artist (Music/Acting)                                          |                              | Venceu    |
| 2003 | Young Hollywood Awards               | Unstoppable Vision                                                              |                              | Venceu    |
| 2004 | Teen Choice Awards                   | Choice Movie: Villain                                                           | Saved!                       | Indicado  |
| 2004 | Teen Choice Awards                   | Choice Movie: Hissy Fit                                                         | Saved!                       | Indicado  |
| 2004 | Teen Choice Awards                   | Choice Movie Actress: Action/Drama                                              | Chasing Liberty              | Indicado  |
| 2007 | Ace Awards                           | Fashion Innovator                                                               |                              | Venceu    |
| 2010 | Alliance of Women Film Journalists   | Best Animated Female                                                            | Tangled                      | Indicado  |
| 2011 | Online Film & Television Association | Best Voice-Over Performance                                                     | Tangled                      | Indicado  |
| 2011 | Online Film & Television Association | Best Music, Original Song                                                       | Tangled                      | Indicado  |
| 2011 | World Soundtrack Awards              | Best Soundtrack                                                                 | Tangled: Original Soundtrack | Indicado  |
| 2011 | Grammy Awards                        | Best Compilation Soundtrack for Visual Media                                    | Tangled: Original Soundtrack | Indicado  |
| 2011 | 83rd Academy Awards                  | Best Original Song                                                              | I See the Light              | Indicado  |
| 2011 | Golden Globe Awards                  | Best Song                                                                       | I See the Light              | Indicado  |
| 2011 | Yahoo Awards                         | Favorite Actress of the 2000s                                                   |                              | Indicado  |
| 2017 | Golden Globe Awards                  | Best Supporting Actress – Series, Miniseries or Television Film                 | This Is Us                   | Indicado  |
| 2017 | MTV Movie & TV Awards                | Best Actor in a Show                                                            | This Is Us                   | Indicado  |
| 2017 | People's Choice Awards               | Favorite Actress in a New TV Series                                             | This Is Us                   | Indicado  |
| 2017 | Teen Choice Awards                   | Choice Summer Movie Actress                                                     | 47 Meters Down               | Indicado  |
| 2018 | Behind the Voice Actors Awards       | Best Female Lead Vocal Performance in a TV Special/Direct-to-DVD Title or Short | Tangled: Before Ever After   | Venceu    |
| 2018 | Behind the Voice Actors Awards       | Best Vocal Ensemble in a TV Special/Direct-to-DVD Title or Short                | Tangled: Before Ever After   | Indicado  |
| 2018 | People's Choice Awards               | The Female TV Star of 2018                                                      | This Is Us                   | Indicado  |
| 2018 | Online Film & Television Association | Best Actress in a Drama Series                                                  | This Is Us                   | Indicado  |
| 2018 | Gold Derby TV Awards                 | Ensemble of the Year                                                            | This Is Us                   | Indicado  |
| 2018 | Gold Derby TV Awards                 | Drama Actress                                                                   | This Is Us                   | Indicado  |
| 2018 | Screen Actors Guild Awards           | Outstanding Performance by an Ensemble in a Drama Series                        | This Is Us                   | Venceu    |
| 2023 | Critics' Choice Television Awards    | Melhor Atriz em Série Dramática                                                 | This is Us                   | Indicado  |